# Distretto di Huiyang
Il distretto di Huiyang (惠阳区S, Huìyáng QūP) è un distretto della Cina, situato nella provincia del Guangdong e amministrato dalla prefettura di Huizhou.